# Batalla del río Amnias
La batalla del río Amnias fue un enfrentamiento militar ocurrido en el año 88 a. C. entre las tropas del Bitinia (aliado con los romanos), dirigidas por el rey Nicomedes IV, y las del Reino del Ponto, acaudilladas por el general Arquelao, en el contexto de la primera guerra mitridática. El encuentro se saldó con una victoria póntica.

## Antecedentes
El Senado romano, frente a los intentos de Mitrídates VI del Ponto de expandir sus dominios en Asia Menor, dispuso el envío de una delegación encabezada por el legado consular Manio Aquilio para mediar en el conflicto entre Mitrídates VI y los reyes prorromanos Ariobarzanes I de Capadocia y Nicomedes IV de Bitinia. El rey póntico se sometió a Roma y llegó a ofrecer apoyo militar para la guerra Social. Sin embargo, Aquilio también exigió una compensación territorial para Nicomedes IV, lo que indignó a Mitrídates VI, quien había renunciado a Frigia por las presiones romanas. La negativa indigno al legado, que convenció al bitinio de invadir el Reino del Ponto, saqueando sus tierras hasta llegar a Amastris.
La respuesta póntica no tardó en llegar: el hijo de Mitrídates VI, depuso a Ariobarzanes y coronó a su propio hijo, Ariarates IX, como nuevo monarca de Capadocia. Esto enfureció a la República romana e inició la guerra.

## Fuerzas enfrentadas
Las fuerzas romanas en la zona se componían principalmente de auxiliares reclutados en Asia, Cilicia, Frigia, Paflagonia, Galacia, Bitinia y Capadocia. El ejército del rey se componía de 50.000 infantes y 6.000 jinetes.
El ejército del Ponto sumaba 250.000 infantes y 40.000 jinetes según Apiano, entre escitas, tauros, tracios, sármatas, bastarnos y hoplitas griegos reclutados en las estepas de Crimea y el norte del mar Negro. Además, su aliado Tigranes II le envió 10.000 caballeros armenios y contaba con 400 barcos, 130 carros de guerra y muchas máquinas de asedio. Memnón de Heraclea Póntica reduce el ejército a 200.000.
Historiadores modernos sostienen que todas estas estimaciones antiguas son demasiado altas: sugieren «que la figura de 150.000 representa el poderío nominal de todo el reino», sin embargo, descontando soldados ocupados en comunicaciones o guarniciones, sólo 80.000 estarían disponibles para la ofensiva. Debe tenerse en cuenta que el tamaño de un ejército antiguo no depende tanto de la población, sino de cuántos hombres puede reclutar o pagar el monarca. Mitrídates VI dividió sus fuerzas en dos cuerpos: el primero, con él a la cabeza, atacó las provincias romanas; el segundo, tras pasar por Amastris y Frigia, salió al encuentro de Nicomedes IV bajo las órdenes de los generales y hermanos Neoptólemo y Arquelao. Este último se componía de algunos carros de guerra, parte de la falange e infantería ligera hasta alcanzar 40.000 infantes y la caballería armenia comandada por Arcatias, hijo de Mitrídates VI. En lo que respecta a los ejércitos de campaña pónticos, los eruditos modernos consideran a los datos aportados por Memnón los más realistas.

## Batalla
El primer encuentro de la guerra se produjo entre el segundo ejército póntico y su contraparte bitinia cerca del río Amisa, en una amplia planicie que el curso fluvial cruzaba. Neoptólemo mando parte de su infantería ligera (la falange aún no llegaba) a ocupar una colina, pero temía que su tropa fuera rodeada así que pidió a Arcatias apoyarlos. Dándose cuenta de esto, Nicomedes IV mandó tropas al lugar, logrando vencer a la avanzada enemiga, pero entonces Arquelao le atacó por su derecha, permitiendo a su hermano reorganizar a sus hombres mientras el enemigo se centraba en él. Tras un tiempo, Neoptólemo y Arcatias los atacaban por la retaguardia a la vez que los carros falcados cargaban sobre los bitinios, que nunca antes habían visto estas armas, así que huyeron caóticamente presas del pánico. La mayoría pereció, quedando muchos prisioneros y sus tesoros en el campo de batalla.

## Consecuencias
El rey huyó a Paflagonia con unos pocos seguidores que se unieron al ejército de Aquilio, mientras los pónticos permitieron volver a sus hogares a los prisioneros por orden de Mitrídates VI, llegando a darles comida para su retorno, logrando ganar el apoyo de muchos pueblos por su misericordia.
Poco después, Mitrídates VI logró vencer a Aquilio, capturándolo y vertiéndole oro fundido en su garganta.

### Antigua
- Apiano. Guerras mitridáticas. Libro 12 de Historia Romana. Digitalizado por UChicago. Basado en obra de 1912, Harvard University Press, traducción latín-inglés por Horace White, notas de Jona Lendering.
- Memnón de Heraclea Póntica. Historia de Heraclea. Digitalizado en web Attalus. Basado en traducción griego-inglés de Andrew Smith, 2004. Véase cap. 22-40.
- Tito Livio. Periocas. Versión digitalizada en 2003 por Livius.org. Basada en The Latin Library corregida con la edición de Paul Jal, Budé-edition, 1984. Traducción latín-inglés por Jona Lendering & Andrew Smith. Es un índice y resumen de una edición del siglo IV de su obra Ab Urbe condita (hoy mayormente perdida). Véase libros 76-80 Archivado el 23 de julio de 2018 en Wayback Machine..

### Moderna
- Antonelli, Giuseppe (1992). Mitridate, il nemico mortale di Roma. Milán: Newton Compton Editori.
- Griffith, Guy Thompson (1935). The Mercenaries of the Hellenistic World. Cambridge University Press.
- Piganiol, André (1989). Le conquiste dei Romani. Milán: La Cultura. Traducción de Filippo Coarelli. ISBN 88-04-32321-3.